# Kunimitsu Sekiguchi
Kunimitsu Sekiguchi (関口 訓充 Sekiguchi Kunimitsu?,  nacido el 26 de diciembre de 1985 en Tama, Tokio) es un futbolista japonés que se desempeñaba como centrocampista.
Sekiguchi jugó 3 veces para la selección de fútbol de Japón entre 2010 y 2011.

## Trayectoria

### Clubes
| Club               | País  | Año         |
| ------------------ | ----- | ----------- |
| Vegalta Sendai     | Japón | 2004 - 2012 |
| Urawa Red Diamonds | Japón | 2013 - 2014 |
| Cerezo Osaka       | Japón | 2015 - 2017 |
| Vegalta Sendai     | Japón | 2018 -      |

### Selección nacional
| Selección | País  | Año         |
| --------- | ----- | ----------- |
| Absoluta  | Japón | 2010 - 2011 |

## Estadística de equipo nacional
| Selección de Japón | Selección de Japón | Selección de Japón |
| Año                | Part.              | Goles              |
| ------------------ | ------------------ | ------------------ |
| 2010               | 1                  | 0                  |
| 2011               | 2                  | 0                  |
| Total              | 3                  | 0                  |

## Palmarés

### Títulos nacionales
| Título             | Club         | País  | Año  |
| ------------------ | ------------ | ----- | ---- |
| Copa J. League     | Cerezo Osaka | Japón | 2017 |
| Copa del Emperador | Cerezo Osaka | Japón | 2017 |